# Custodie comună legală
Custodia comună legală (joint legal custody) dă dreptul ambilor părinți (pe lângă drepturile pe care la are orice părinte care nu a fost decăzut din drepturile părintești: de a avea acces la datele cu privire la educație, sănătate, și alte informații) să se implice în creșterea și educarea minorilor prin participarea la deciziile cu privire la copii. În cadrul unui aranjament de tip custodie comună legală, părinții au drepturi egale în luarea deciziilor cu privire la bunăstarea copilului. Deciziile de zi cu zi se iau de către acel părinte care are în grijă pe copil la acel moment în timp ce deciziile importante trebuie luate de comun acord. Singura diferență între părinții care sunt într-un aranjament de acest tip este aceea că unul dintre ei (numit părinte rezident) are dreptul și responsabilitatea de a găzdui statornic pe minor în timp ce celălalt părinte (numit părinte nerezident) va găzdui relativ mai puțin timp din an pe minor, având însă stabilit un program larg de legături personale, inclusiv posibilitatea de a accesa pe copil la reședința părintelui rezident. Conform linilor directoare emise de către guvernul canadian, custodia comună (legală sau fizică) este acea formă de custodie în care copilul petrece cel puțin 40% din timp la părintele nerezident. Aceași definiție este utilizată și de către jurisprudența suedeză. Într-un aranjament de tip custodie comună legală părintele nerezident, fiind totuși părinte custodian are în general drepturi mai largi de a interacționa cu minorul decât un părinte care nu au primit încredințarea copiilor anterior datei de 1 octombrie 2011. Aceasta deoarece părintele trebuie să aibă la dispoziție posibilități reale de a se achita de drepturile și obligațiile pe care i le oferă autoritatea părintească comună.

## Custodia comună legală în România
Custodia comună legală este o modalitatea în care este implementată noțiunea de custodie comună custodia comună în România. Aceasta a intrat în vigoare începând de la data de 1 octombrie 2011  odată cu intrarea în vigoare a noului Cod civil . Textele legale relevante din punctul de vedere al custodiei comune sunt articolele 396 - 404 ale noului cod civil..
În România legislația prevede prin articolul 400 din noul cod civil că instanța este obligată să stabilească explicit locuința copilului la unul dintre părinți, ceea ce este echivalent cu un aranjament de tip custodie comună legală. Totuși, prin înțelegerea părților se poate opta și pentru un aranjament de tip custodie comună fizică care ar implica faptul că minorul va locui un timp relativ egal cu fiecare dintre cei doi părinți, aranjament pe care părinții pot să îl perfecteze la notar (în cazul divorțului pe cale notarială) sau pot să îl supună aprobării instanței de tutelă (în cazul divorțului judiciar).

## Avantajele custodiei comune față de custodia unică
Custodia comună asigură dreptul copilului la grijă părintească normală și permanentă din partea ambilor părinți precum și prezența celor doi părinți în viața copilului și după divorț, aceștia având aceeași responsabilitate și posibilitate de a lua decizii referitoare la problemele copilului.. Pentru a da posibilitate reală părintelui nerezident să se implice în creșterea și educarea copilului, în general aceasta se traduce prin perioade mai largi de timp în care copilul va locui în grija părintelui nerezident, de până la 40% în cazul custodiei comune legale și ajungând la 50% în cazul custodiei comune fizice.

## Diferențe și asemănări între custodia comună legală și cea fizică
Într-un aranjament de tip custodie comună legală, unul dintre părinți (numit părinte rezident) este va găzdui copilul în mod statornic iar celălalt părinte (numit părinte nerezident) va putea să viziteze copilul sau să îl găzduiască pentru perioade mai mici de timp decât părintele rezident. Într-un aranjament de tip custodie comună fizică părinții împart relativ egal timpul în care găzduiesc peste noapte pe copil, iar acesta are, de facto, două reședințe. Prin urmare singura diferență între cele două tipuri de custodie este legată de faptul că în cazul custodiei comune legale copilul petrece majoritar nopțile cu unul dintre părinți.
Cu excepția faptul că locuința minorului este stabilită la unul dintre părinți în cazul custodiei comune legale, ambii părinți au aceleași drepturi și îndatoriri asupra copilului ca și în cazul custodiei comune fizice, deci din punct de vedere al drepturilor părintești nu există mari diferențe între cele două tipuri de custodie.

## Hotărâri cu titlu de exemplu
1. Mediere la Oradea, urmată de decizia judecătorească[nefuncțională]
 (data: 2010.02.01) -- aranjament de tip custodie comună legală
2. Mediere în București urmată de tranzacție prin notariat[nefuncțională]
 (data: 2011.09.30) Decizia civilă nr. 745A/2011 din 03.10.2011 -custodie comună fizică

Alte sentințe cu aranjament de tip custodie comună